# NIAI LK-1
Die NIAI LK-1 oder auch NIAI-1 Fanera-2 (russisch НИАИ ЛК-1 Фанера-2) war ein sowjetisches Verkehrsflugzeug. Entwickelt und gebaut wurde sie im wissenschaftlichen Luftfahrt-Institut (Nautschno-Issledowatelski Aero-Institut) Leningrad von Alexei Iwanowitsch Lissitschkin und Wladimir Fjodorowitsch Rentel.

## Entwicklung
Das besondere an diesem in Holzbauweise gefertigten Typ (Fanera bedeutet Sperrholz) war die Unterbringung von Pilot und Passagieren in zwei auf dem Flügel befindlichen Kabinen rechts und links am Rumpf. Der Pilot saß dabei links neben dem Triebwerk, hatte also nach rechts eine sehr eingeschränkte Sicht.
Da das Modell nur einen leistungsschwachen M-11-Sternmotor erhalten sollte, waren die Konstrukteure gezwungen, das Gewicht so gering wie möglich zu halten. Der Rumpf erhielt eine breite und flache Form und trug so zum Auftrieb bei.
Die Flugerprobung erfolgte durch A. I. Iwanow im Mai 1933 in Leningrad und später in Moskau. Es wurde der Bau von 20 Flugzeugen beschlossen, deren Bau das Instandsetzungswerk Leningrad übernahm. Diese hatten im Gegensatz zum Prototyp ein verändertes Seitenleitwerk, stromlinienförmige Hauptfahrwerksverkleidungen und um den Motor einen Townend-Ring. Eingesetzt wurde die LK-1 von der Aeroflot vor allem auf ihren Arktis-Routen sowie im Fernen Osten. Eine LK-1 fand 1936 in dem Spielfilm „Die sieben Kühnen“ von Sergei Gerassimow Verwendung.
Es existierte auch eine als NIAI-1P bezeichnete Schwimmerversion.

## Technische Daten
| Kenngröße             | Daten                                                   |
| --------------------- | ------------------------------------------------------- |
| Besatzung             | 1                                                       |
| Passagiere            | 4–5                                                     |
| Spannweite            | 12,47 m                                                 |
| Länge                 | 8,87 m                                                  |
| Flügelfläche          | 27,60 m²                                                |
| Flügelstreckung       | 5,6                                                     |
| Leermasse             | 652 kg                                                  |
| Startmasse            | 1160 kg                                                 |
| Antrieb               | ein luftgekühlter Fünfzylinder-Sternmotor Schwezow M-11 |
| Startleistung         | 73,5 kW (100 PS)                                        |
| Höchstgeschwindigkeit | 155 km/h                                                |
| Reisegeschwindigkeit  | 138 km/h                                                |
| Gipfelhöhe            | 2850 m                                                  |
| Reichweite            | 680 km                                                  |
| Startrollstrecke      | 140 m                                                   |
| Landerollstrecke      | 150 m                                                   |